# Dichostereum peniophoroides
Dichostereum peniophoroides är en svampart som först beskrevs av Edward Angus Burt, och fick sitt nu gällande namn av Boidin & Lanq. 1977. Dichostereum peniophoroides ingår i släktet Dichostereum och familjen Lachnocladiaceae.   Inga underarter finns listade i Catalogue of Life.